# 中部大学民族資料博物館
中部大学民族資料博物館（ちゅうぶだいがくみんぞくしりょうはくぶつかん）は、愛知県春日井市にある中部大学内にある博物館（大学博物館）である。中部大学附属三浦記念図書館の一部を改修し設置された。

## 概要
1992年（平成4年）に国際関係学部に開設された民俗資料室を前身とし、2011年（平成23年）4月26日に開館。2013年（平成25年）2月5日には、博物館相当施設の指定を受けた。
館内は常設展示室であるシルクロード室と地域研究エリアのほか、体験実習室と多目的室に分かれている。このうちシルクロード室では、主にシルクロード文化圏に関わる民族資料を収蔵しており、シルクロードの交易で使われた約７00のコインコレクションやバーミヤン壁画の復元模写などが展示されている。また、地域研究エリアでは、オセアニア（約450点）、アジア（約930点）、アメリカ（約40点）、アフリカ（約90点）、ヨーロッパ（約190点）に区分され、各地域の民族資料が展示されている。このほか、多目的室では、春と秋の2回企画展が開催されている。
なお、当博物館は、中部大学の学生や教職員のほか一般にも無料で公開されている。 
また、開館時間は9:30～16:30（入場は閉館の30分前）、休館日は土曜・日曜・祝日・年末年始・大学が定める休日（行事開催日は開館予定）となっている。

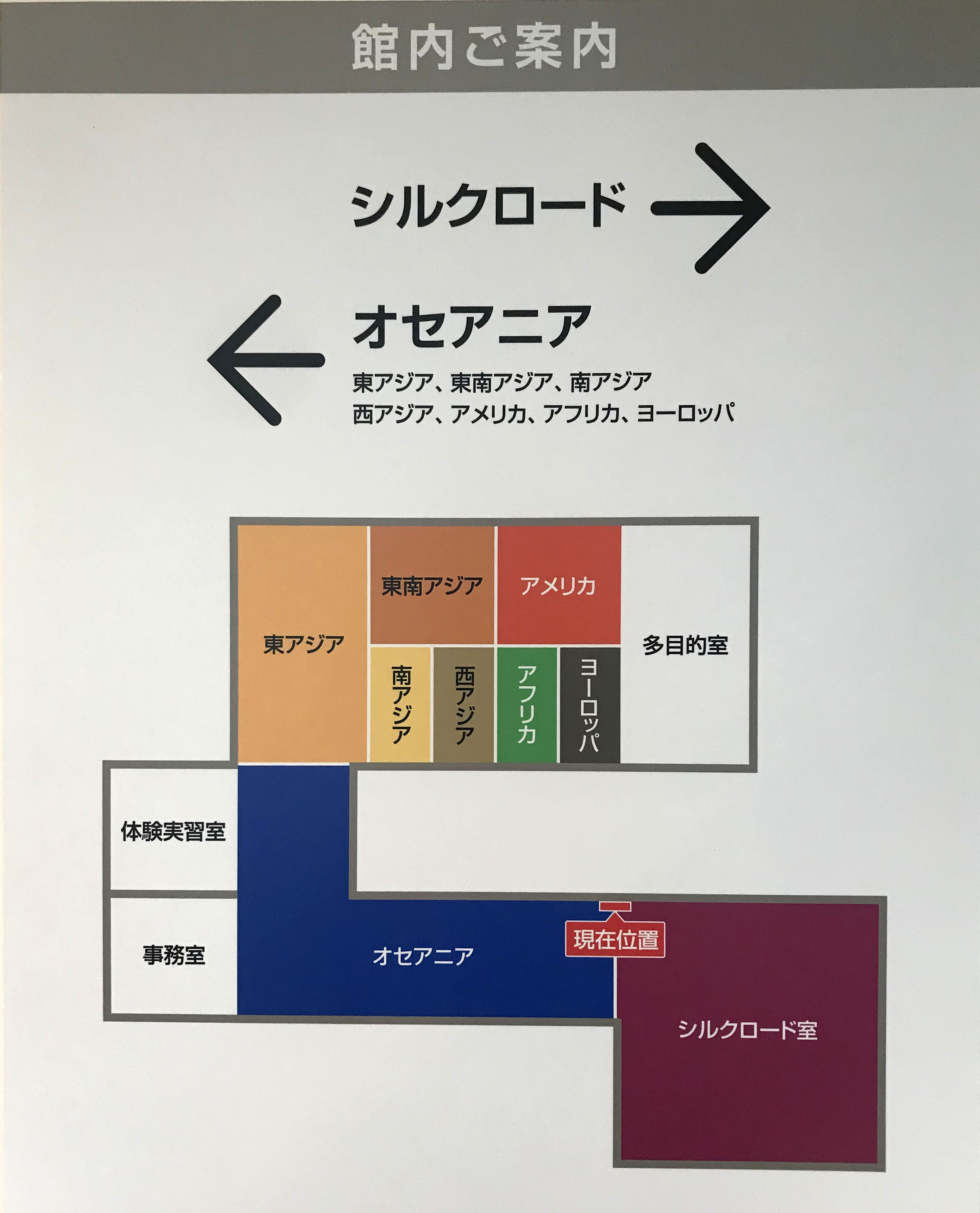
中部大学民俗資料博物館の案内図

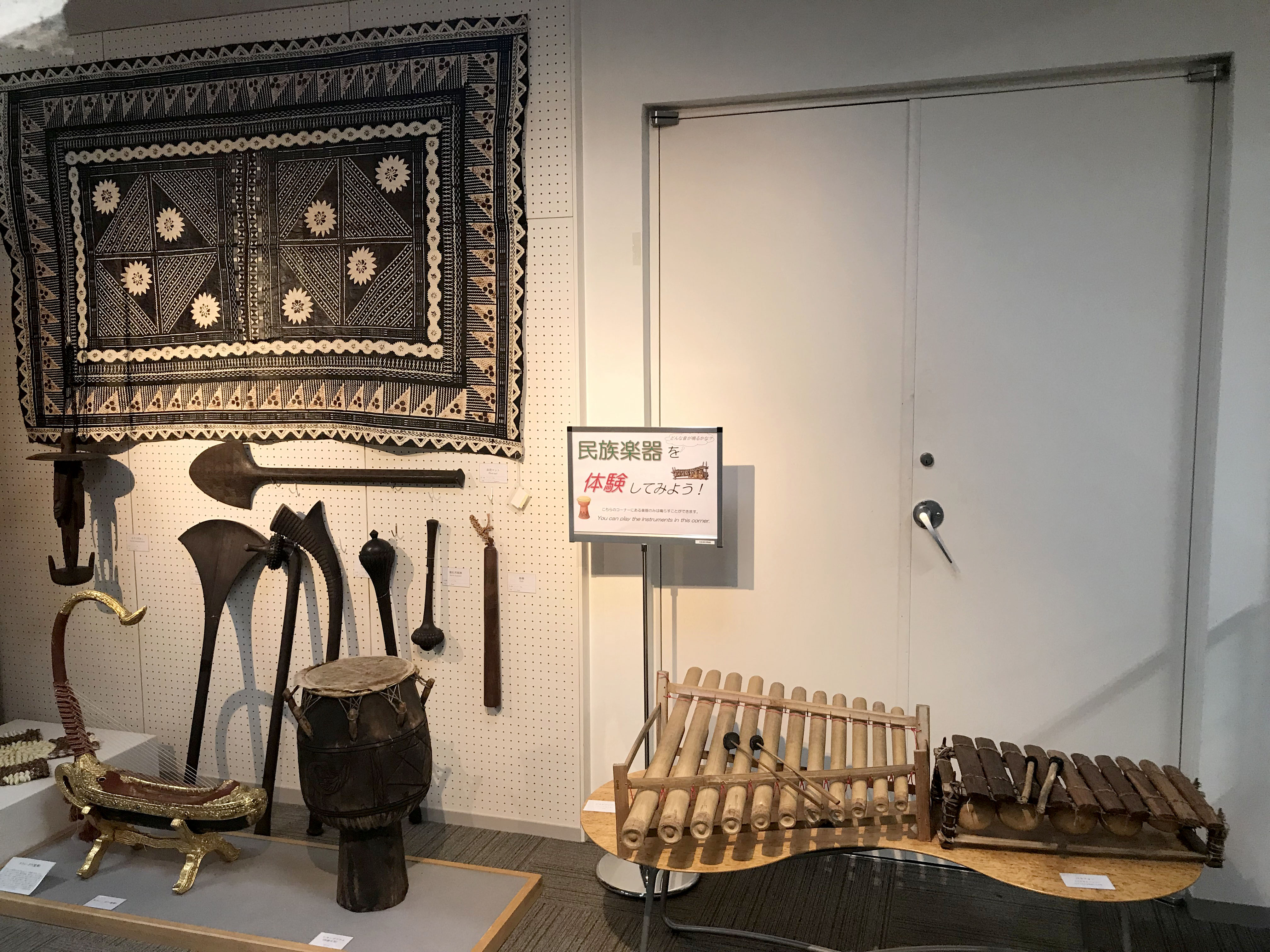
中部大学民俗資料博物館の民族楽器体験コーナー

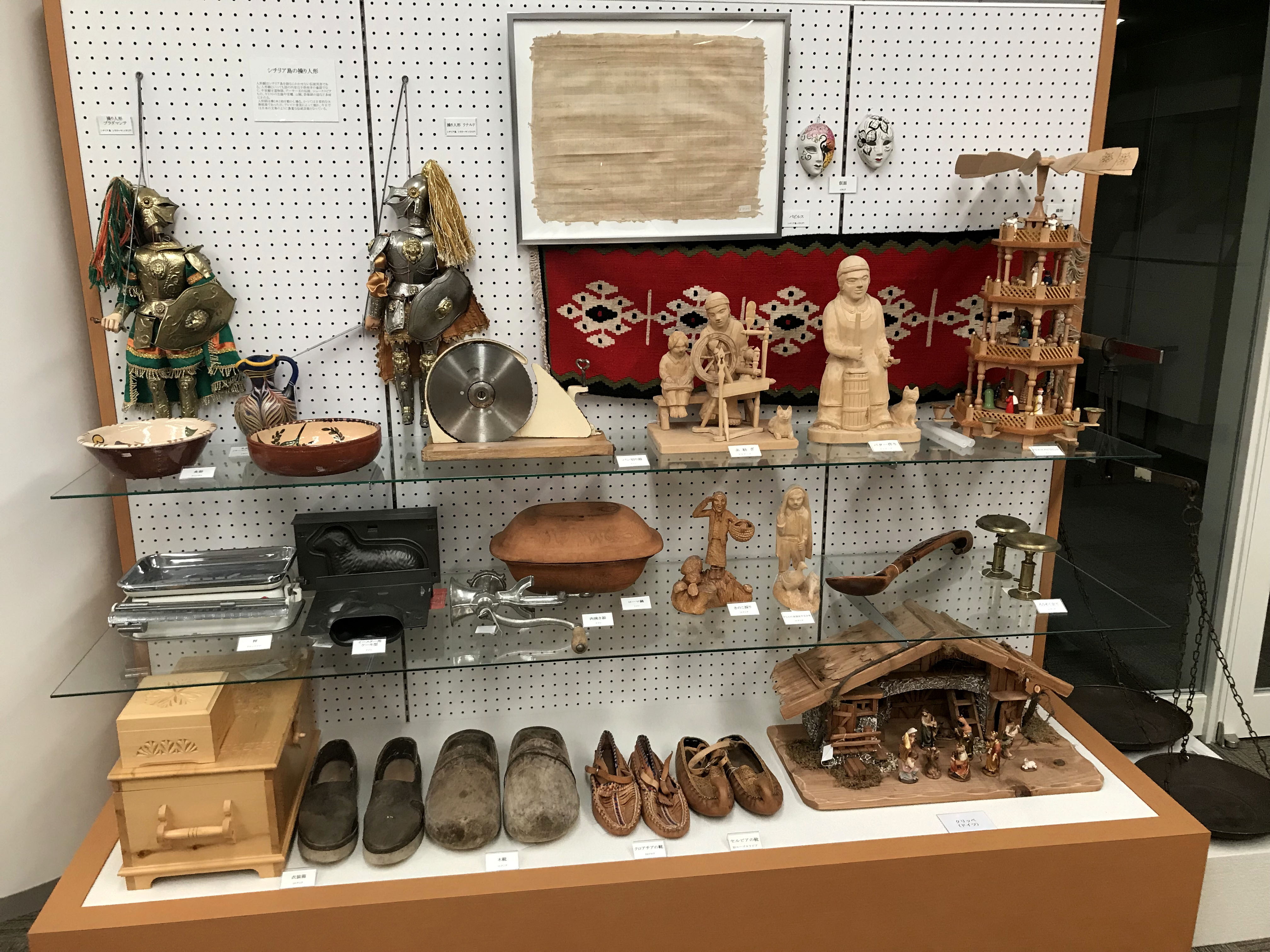
中部大学民俗資料博物館のヨーロッパ州の展示品

## 交通アクセス
- JR中央本線「神領駅」からスクールバスで約7分。
- JR中央本線 / 愛知環状鉄道・愛知環状鉄道線 「高蔵寺駅」より名鉄バスに乗り換え「中部大学前」バス停下車、約10分。
- 東名高速道路春日井ICより自動車で約5分。